# Gli ostaggi di Crema
Gli ostaggi di Crema è un dipinto di Gaetano Previati. Realizzato nel 1879, è conservato nel Museo civico di Crema e del Cremasco.

## L'opera
Il dipinto è considerato la prima opera di buon livello di Previati. Fu inoltre quella che consacrò l'autore, valendogli il Premio Canonica, indetto dall'Accademia di Brera, che Previati frequentava in quegli anni, allievo di Giuseppe Bertini. Fu probabilmente proprio il maestro a suggerirgli il soggetto, ma lo stile pittorico, fatto di impasti scuri e di soluzioni luministiche contrastanti, denota una notevole distanza dal modello bertiniano, «manierista ad oltranza, che stendeva colori lisci e smaglianti su un disegno pedante e calligrafico», avvicinando l'opera al romanticismo di Federico Faruffini.
L'originalità realizzativa del dipinto, caratterizzato da un realismo crudo e brutale, ingenera un distacco di Previati non solo dalla lezione del Bertini, ma in generale dalla manierata pittura storica dell'epoca, tanto che la critica scorse nel giovane pittore «un'indole artistica ardita fino all'esagerazione». L'opera è rappresentativa del periodo scapigliato che Previati supererà a breve per approdare alla corrente divisionista, di cui diventerà il teorico, nonché uno dei principali esponenti.

## Il soggetto

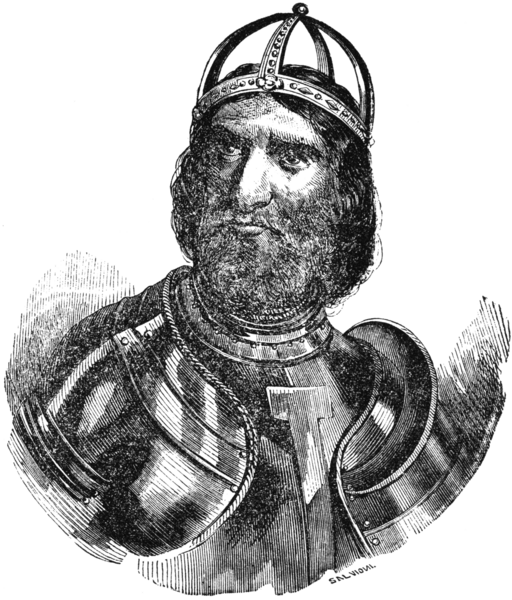
Federico Barbarossa in un'incisione della metà del XIX secolo

Il soggetto rappresenta un celebre episodio della storia dell'assedio di Crema, messo in atto da Federico Barbarossa tra il 1159 e il 1160. Non riuscendo a sconfiggere la resistenza dei cremaschi nemmeno con l'uso di un "gatto", oggetto di continui lanci di pietre incendiarie da parte degli assediati, l'Imperatore ordinò di legare a quest'ultimo alcuni ostaggi cremaschi, sperando con ciò che gli assediati desistessero. Tuttavia, su incitazione degli ostaggi stessi gli attacchi alla macchina da guerra proseguirono, causando la morte di molti di essi. Il cruento episodio è certamente il più celebre di quella vicenda bellica e uno dei più noti della storia cremasca e delle guerre fra i Comuni medievali e l'Impero.

## Collocazione
L'opera è di proprietà dell'Accademia di Brera, ma è custodita a Crema, nel Museo civico. Il dipinto, all'epoca custodito nei magazzini dell'Accademia, fu nel 1953 oggetto della vicenda che vide l'infruttuoso interessamento del pittore cremasco Carlo Martini per l'assegnazione in deposito al Comune di Crema, vicenda conclusasi nel 1961 con la nascita del nuovo Museo civico dove tuttora il dipinto è esposto. Di Previati lo stesso museo conserva il disegno Cristo e gli apostoli, dall'impostazione già marcatamente divisionista.